# Liste de motos des années 1930

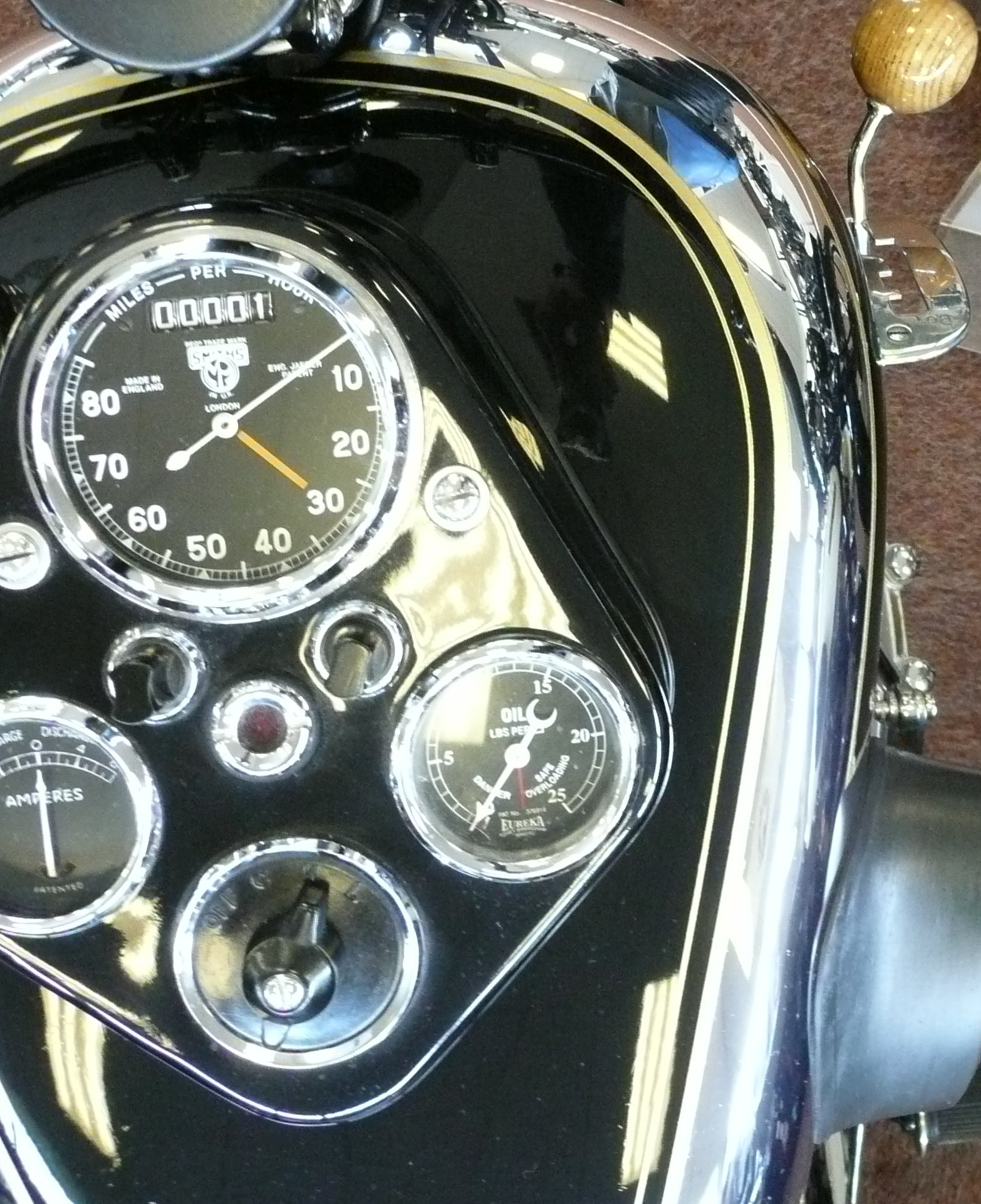
Vue pilote des instruments d'une AJS S3 V-twin

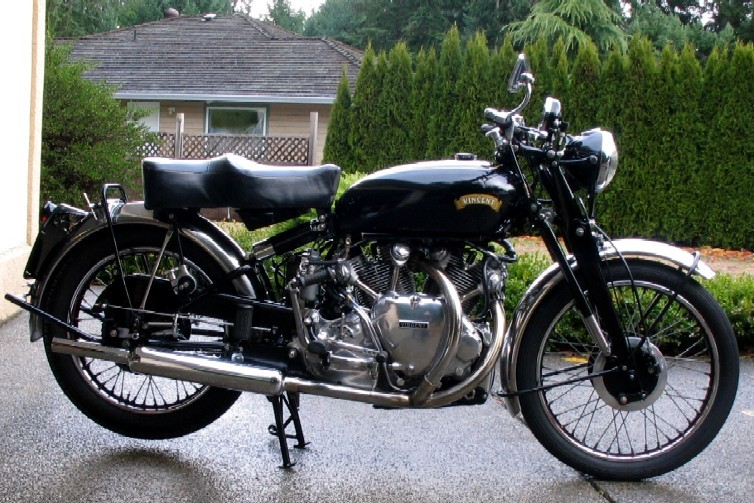
Vincent Rapide

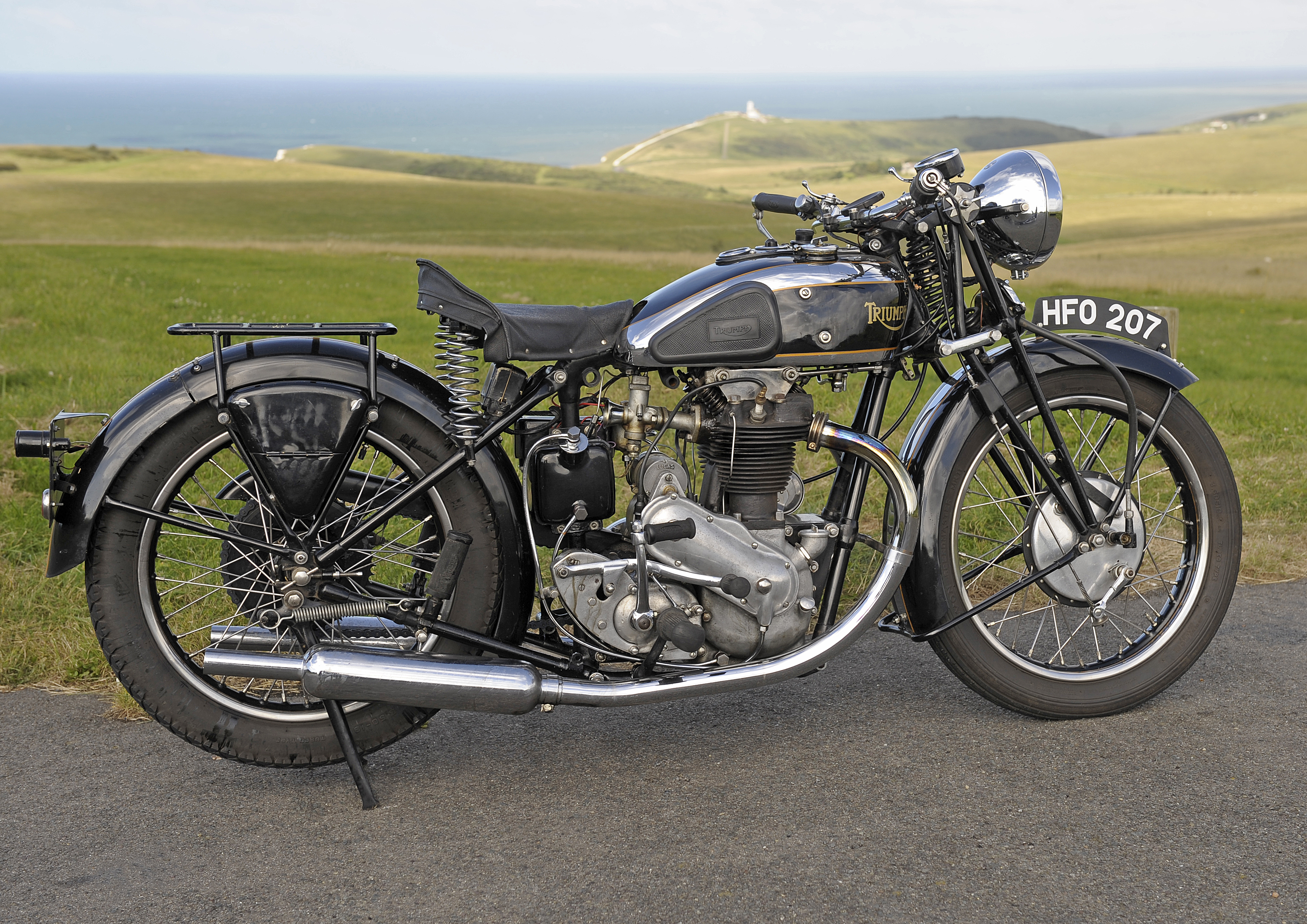
Triumph 6/1

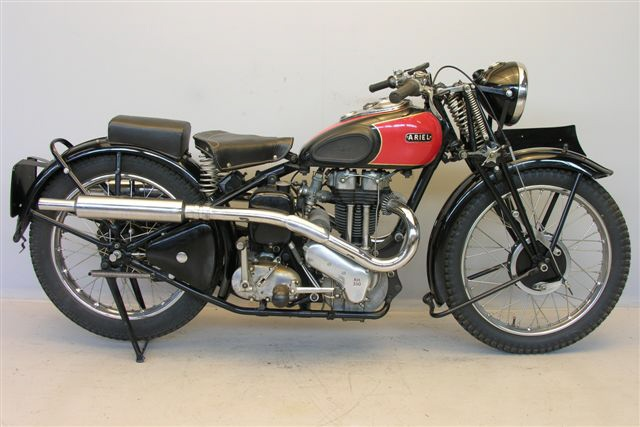
Ariel Red Hunter

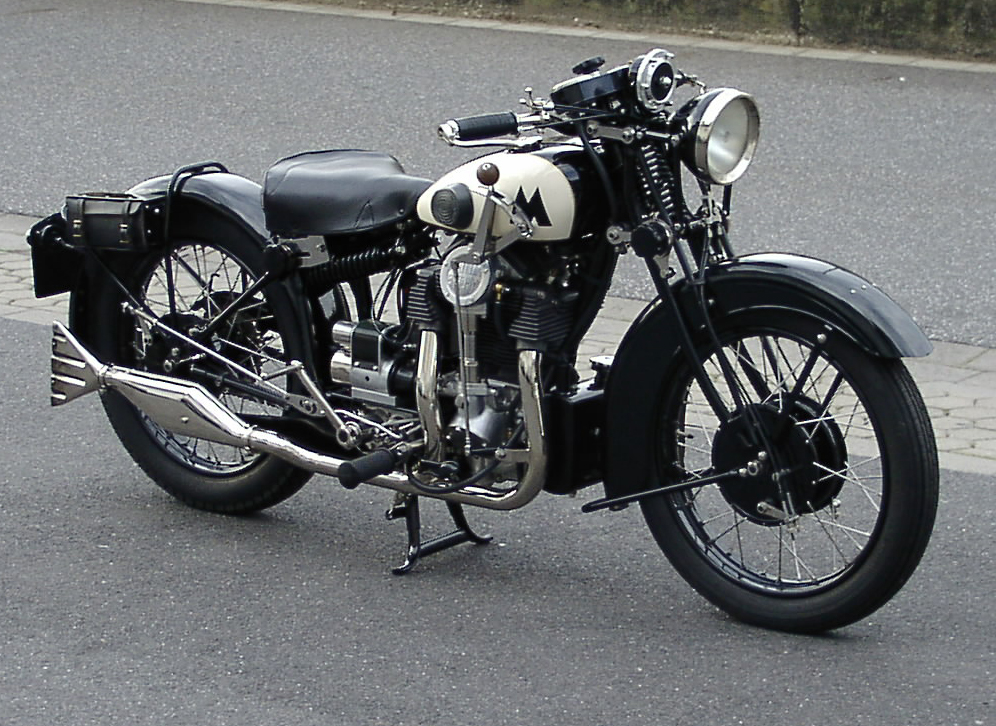
Matchless Silver Hawk

Ceci est une liste de motos des années 1930, y compris celles déjà mises en vente à l'époque, nouvelles sur le marché ou pertinentes au cours de cette période.

## Motos
- Acme (1939–49)
- AJS Model E (1925-1939)[1]
- AJS S3 V-twin
- AJS Silver Streak
- AJS V4
- Ariel Red Hunter
- Ariel Square Four
- BMW R 2
- BMW R 11
- BMW R 12
- BMW R 16
- BMW R 20
- BMW R 23
- BMW R 35
- BMW WR 750 (présentation 1929, produite en 1930)
- BMW Type 255 (1935–1939)
- Brough Superior Austin Four
- Brough Superior Golden Dream
- BSA B21
- BSA Blue Star
- BSA C11
- BSA Empire Star
- BSA Gold Star
- BSA M20
- BSA M33-10
- BSA Sloper
- BSA W33-7
- DKW RT 125
- DKW SS 350
- Excelsior Manxman
- Gnome et Rhône M1
- Gnome et Rhône V2 (1930-1938)
- Gnome et Rhône M2
- Gnome et Rhône CM2
- Gnome et Rhône CV2 (1932-1939)
- Gnome et Rhône Junior (1934-1939)
- Gnome et Rhône Major/Supermajor (1935-1939)
- Gnome et Rhône 750 X (1935-1939)
- Gnome et Rhône D5 (1936-1940)
- Gnome et Rhône AX2 (1938-1946)
- Harley-Davidson RL 45
- Henderson Model KJ (1930-1931)
- Matchless G3/L
- Matchless Silver Hawk
- New Imperial Model 76
- Norton 16H
- NSU TS 501 - 601
- PMZ-A-750
- Royal Enfield Bullet
- Royal Enfield WD/RE
- Scott Model 3S
- Scott Flying Squirrel (1926-1939)[2]
- Sokół 1000
- Triumph 6/1 (1933-1935)[3]
- Type 97
- Vincent Comet
- Vincent Rapide
- Vincent Meteor

## Tricycles
- Harley-Davidson Servi-Car
- Indian Dispatch-Tow[4]